# Austrotoxeuma coerulea
Austrotoxeuma coerulea är en stekelart som beskrevs av Girault 1929. Austrotoxeuma coerulea ingår i släktet Austrotoxeuma och familjen gropglanssteklar. Inga underarter finns listade.